# Thomas Huchon
Thomas Huchon, né le 14 septembre 1981 à Poissy (Yvelines) est un journaliste, auteur,  réalisateur, consultant et enseignant français, spécialiste du web, des infox et des théories complotistes.

## Biographie
Thomas Huchon nait le 14 septembre 1981. Il est le fils de Jean-Paul Huchon, président de la région Île-de-France de 1998 à 2015 et d'Odile Vadot, haute-fonctionnaire (administrateur civil) et ancienne élue au Conseil départemental des Yvelines. Après avoir fait ses classes au lycée Victor-Duruy à Paris, Thomas Huchon fréquente le centre de formation des journalistes (CFJ). En 2002, il devient journaliste et fait ses débuts au journal économique L'Expansion où il publie plus de 1 000 articles en deux ans [réf. nécessaire].
En 2017, il réalise son premier documentaire Comment Trump a manipulé l'Amérique, diffusé d'abord sur la plateforme Spicee en 2017 puis le 4 octobre 2018 en prime-time sur Arte. Journaliste à Spicee, média indépendant fondé par Antoine Robin, Jean-Bernard Schmidt et Bruno Vanryb. Il intervient régulièrement sur Europe 1.
De mars 2021 à mai 2022, il est co-animateur de l'émission hebdomadaire Anti-complot sur LCI.
Il intervient également à l'école de journalisme de SciencePo Paris depuis septembre 2018 et dans les écoles pour des cours d'éducation aux médias et à l'information.
En 2005, Thomas Huchon s'installe au Chili et devient correspondant pour plusieurs médias français (Le Parisien, Rue89, RTL, ITélé). En parallèle, il se lance dans une enquête de plusieurs années concernant l'ancien président chilien Salvador Allende, leader de la gauche socialiste, qui l'amène à rencontrer des proches de l'ancien président sud-américain. De cette expérience, en sort un livre intitulé Allende, l'enquête intime (2010), réédité et agrémenté de nouveaux chapitres en 2013 sous le titre de Allende, c'est une idée qu'on assassine. Revenu à Paris, il devient rédacteur en chef de soyoutv.com dont il participe à la restructuration. Il est ensuite journaliste pour diverses émissions de télévision telles que Le Grand Mag diffusé sur Canal+ ou encore le Grand Public diffusé sur France 2. En 2013, Thomas Huchon réalise son premier documentaire inspiré de son expérience au Chili. Produit par Upside Télévision, Allende, c'est une idée qu'on assassine est diffusé sur la chaîne Public Sénat en septembre 2013.

### L'aventure Spicee
Arrivé chez Spicee en janvier 2015, il réalise Conspi Hunter, comment nous avons piégé les complotistes, un documentaire original, à mi-chemin entre l'expérimentation et l'investigation. Thomas Huchon et l'équipe de Spicee sont aussi à l'initiative, en 2015, d'une théorie du complot mettant en scène les Américains comme seuls créateurs du virus du sida dans l'optique de nuire à Cuba. Cette fausse vidéo, visionnée plus de 10 000 fois en quelques semaines, est relayée par les principaux sites conspirationnistes et sur les réseaux sociaux. Pour lutter contre ce phénomène, une vidéo explicative du piège est disponible sur Spicee et Thomas Huchon se lance dans une tournée des classes de collèges et de lycées — qui l'amène à rencontrer plus de 100 classes dans 70 villes de France — afin de sensibiliser le jeune public aux risques de la désinformation sur Internet. Ce film a reçu en 2016 le Prix Françoise Giroud. Entre 2015 et 2017, Thomas Huchon réalise de nombreux reportages démontant l'univers des théories du complot,, pour Spicee. Intervenant à de nombreuses reprises dans les médias français, Thomas Huchon est également l'auteur d'une conférence TED en 2017 intitulée Il ne faut pas croire tout ce qu'on vous raconte, vous savez ... disponible sur YouTube.
Le fonds Marianne chapeauté par Marlène Schiappa et institué à la suite de l'assassinat de Samuel Paty pour lutter contre l'islamisme radical en ligne, leur attribue 70 000 € de subvention [réf. nécessaire].

## Réalisations

### Enquête sur l'élection de Donald Trump
D'abord publié sur Spicee en juin 2017 puis diffusé par Envoyé spécial sur France 2 en avril 2018, le documentaire réalisé par Thomas Huchon intitulé Comment Trump a manipulé l'Amérique (sorti aux États-Unis sous le titre Trumping Democracy) est diffusé le 9 octobre 2018, sur la chaîne Arte. Après des mois d'investigation portant sur les agissements de nombreuses sociétés telles que Cambridge Analytica — dont le documentaire est le premier à évoquer l'influence sur la campagne américaine — Thomas Huchon détricote les ficelles qui ont mené Donald Trump à devenir le 45e président des États-Unis. Financièrement et logistiquement aidé par Robert Mercer, la campagne du futur président Donald Trump est exceptionnelle en cela qu'elle concentre en son sein tous les mécanismes relatifs aux infox. Ce film donne la parole pour la première fois à David Caroll, le premier citoyen américain à avoir intenté une action en justice contre Cambridge Analytica, ainsi qu'à Carole Cadwalladr, la journaliste anglaise qui a révélé le scandale. En conséquence, le 14 septembre 2018, toujours pour prévenir le public des risques liés à Internet, Thomas Huchon lance la série Thomas contre les GAFA sur la plateforme de vidéos en ligne YouTube.

### Nouvelle fabrique de l'opinion
Quelques mois avant les élections européennes de 2019, Thomas Huchon rassemble six étudiants de l'école de journalisme de Sciences Po à qui il attribue une fausse identité numérique sur Facebook. Les six étudiants incarnent chacun un membre du parti Les Républicains, de La France insoumise, de Génération.s, du Mouvement des Gilets jaunes, du parti Rassemblement national et du parti La République en marche. Quelques mois avant l'échéance électorale, chaque étudiant s'immerge dans une bulle, en créant de toutes pièces un compte utilisateur correspondant à sa couleur politique. Ainsi, par le biais des mécanismes du réseau social (Like, Partage, Commentaire, Sticker , etc.), ils se construisent une nouvelle identité et étudient l'impact politique de Facebook sur le choix des électeurs. Les résultats obtenus témoignent de la place prépondérante du réseau social dans la "nouvelle fabrique de l'opinion". Le film, produit par Jean-Bernard Schmidt, a également fait l'objet d'une déclinaison écrite dans un numéro spécial de l'hebdomadaire Le 1 en date du 5 juin 2019.

## Publication
- Thomas Huchon et Jean-Bernard Schmidt (ill. Rodho), Anti fake news : Le livre indispensable pour démêler le vrai du faux, First éditions, 2022, 192 p.